# Gmina Świebodzin
Die Gmina Świebodzin [ɕfjɛˈbɔd͡ʑin] ist eine Stadt-und-Land-Gemeinde im Powiat Świebodziński in der Woiwodschaft Lebus in Polen. Die Gemeinde hat etwa 30.000 Einwohner, ihr Sitz ist die Kreisstadt Świebodzin (deutsch Schwiebus).

## Geographie
Die Gemeinde liegt in der Neumark, 65 Kilometer östlich von Frankfurt (Oder) und 35 Kilometer nördlich von Zielona Góra (Grünberg). Westlich der Stadt erstreckt sich die Puszcza Rzepińska (Reppener Heide) und in nächster Nähe befinden sich mehrere kleine Seen.

## Städte- und Gemeindepartnerschaften
Świebodzin pflegt partnerschaftliche Beziehungen zu den drei deutschen Orten Neuenhagen bei Berlin und Herzberg (Elster) in Brandenburg sowie Friesoythe in Niedersachsen.

## Gliederung
Die Stadt-und-Land-Gemeinde (gmina miejsko-wiejska) Świebodzin erstreckt sich auf einer Fläche von 227,36 km² und gliedert sich neben dem gleichnamigen Hauptort in folgende 23 Ortschaften mit Schulzenamt (sołectwo):
- Borów (Birkholz)
- Chociule (Kutschlau)
- Glińsk (Leimnitz)
- Gościkowo (Paradies)
- Grodziszcze (Gräditz)
- Jeziory (Jehser)
- Jordanowo (Jordan)
- Kępsko (Schönborn)
- Kupienino (Koppen)
- Lubinicko (Merzdorf)
- Lubogóra (Wilhelmshöhe)
- Ługów (Lugau)
- Nowy Dworek (Neuhöfchen)
- Osogóra (Friedrichstabor)
- Podlesie (Friedrichsfelde)
- Raków (Rackau)
- Rosin (Rissen)
- Rozłogi (Friedrichswerder)
- Rudgerzowice (Riegersdorf)
- Rusinów (Rinnersdorf)
- Rzeczyca (Rietschütz)
- Wilkowo (Wilkau) mit Schloss Wilkau
- Witosław (Wittig)

Weitere Ortschaften der Gemeinde sind Krzemionka, Leniwka, Miłkowo, Niedźwiady, Paradyż, Podjezierze, Wityń (Witten) und Wygon.

## Verkehr
Die Stadt Świebodzin liegt an der Bahnstrecke von Berlin nach Warschau. Hier kreuzen sich die Landesstraße 2 (droga krajowa 2) von Frankfurt (Oder) nach Posen und die Landesstraße 3 von Stettin nach Zielona Góra (Grünberg).